# Programme scientifique international de forages continentaux
Le Programme international de forages scientifiques continentaux (en anglais International Continental Scientific Drilling Program ou ICDP) est un programme de recherche international, basé en Allemagne, auquel participent l’Afrique du Sud, l’Allemagne, l’Autriche, le Canada, la Chine, l'Espagne, les États-Unis, la Finlande, la France, l'Inde, l’Islande, Israël, l'Italie, le Japon, le Mexique, la Nouvelle-Zélande, la Norvège, les Pays-Bas, la Pologne, la République tchèque, la Suisse et la Suède. L’UNESCO y est une société affiliée. Il est fondé en février 1996, lors d'une rencontre à l'ambassade d'Allemagne à Tokyo.
Des projets de forages sont organisés dans de nombreux endroits du monde ayant un intérêt scientifique, comme dans le New Jersey ou en Mer Morte.